# 大真名子山
大真名子山（おおまなこさん）は日光国立公園内、栃木県日光市にある山。標高2,376m。三等三角点「大真名子山」（標高2,375.4m）が設置されている。
日光連山（日光表連山）を代表する一峰で、男体山と小真名子山の間に位置する。関東地方南部地域からも男体山と女峰山の間にその山容が良く臨まれる。

## 特徴
第四紀の溶岩円頂丘で、形成時期は47万年前。安山岩、デイサイトから成る 。

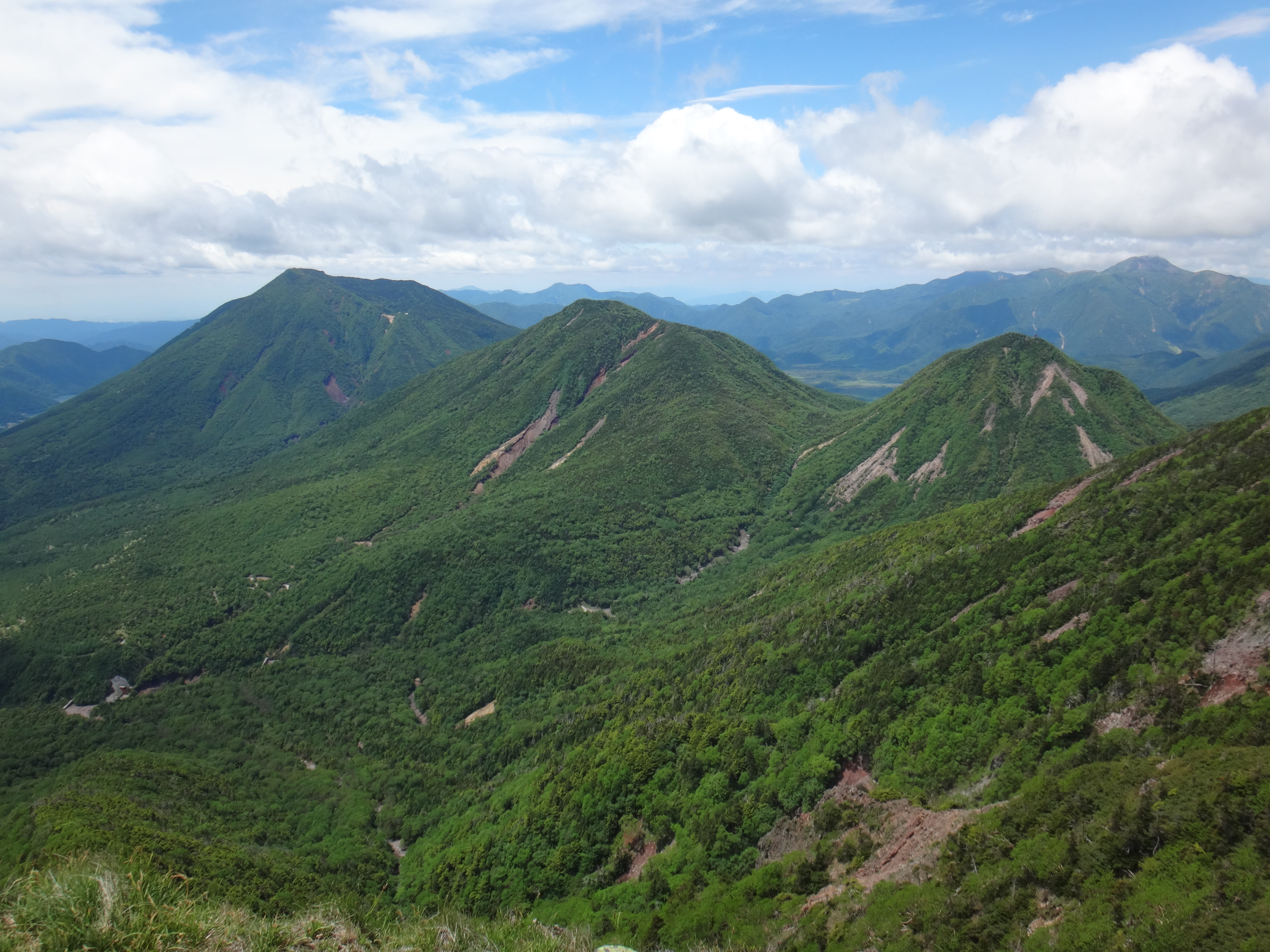
女峰山から南西を望む。左から男体山、大真名子山、小真名子山。右奥に日光白根山。

## 山名
男体山と女峰山という両親を持つ「愛子（まなご）」であり、北隣の小真名子山は弟（妹）分にあたる。
公文書では「おおまなこさん」と濁らない読み方で記載されているが、一般には「おおまなごやま」とも呼ばれる。また、小真名子山と対で呼ぶ際は「おおまなこ、こまなこ」と濁らないようである。

## 大真名子山神社
山頂には大真名子山神社の祠があり、御神体として味耜高彦根命が祀られている。社格は日光二荒山神社の摂社である。

## 登山
日光連山縦走路が整備されている。大真名子山周辺の縦走路上には志津峠（志津乗越）や千鳥返しといった日光連山縦走路の要衝がある。
富士見峠から小真名子山（2322.9m）を経由して山頂に至る縦走ルートと志津小屋から南斜面を登るコースが一般的である。志津小屋からの所要時間はおよそ2時間30分。